# كوجي ساتو (لاعب كرة قدم)
كوجي ساتو (باليابانية: 佐藤 光治) (مواليد 24 أغسطس 1977)، هو لاعب كرة قدم سابق كان يلعب كمدافع.